# Arlon
Arlon (nederlandsk: Aarlen, vallonsk: Årlon, letzeburgsk: Arel) er en by i Vallonien i det sydlige Belgien. Byen ligger i provinsen Luxembourg, ved bredden af floden Semois, og tæt ved grænsen til nabolandet Luxembourg. Indbyggertallet er på 30.818 (2022), og byen har et areal på 118,64 km².